# Dieter Winkler
Dieter Winkler (* 6. Februar 1956 in Berlin) ist ein deutscher Schriftsteller, Redakteur und Medienagent.

## Leben
Winkler entdeckte nach eigener Aussage im Alter von dreizehn Jahren „wie viele Altersgenossen“ seine Leidenschaft für das Schreiben. Bereits während seiner Studentenzeit wurden verschiedene Krimi- und Fantasy-Geschichten veröffentlicht, dann schlug Winkler jedoch vorerst eine gesetztere Laufbahn ein, wurde Buchprogrammleiter beim Fachverlag Franzis und später Chefredakteur der Computerzeitschrift Chip. Er arbeitete außerdem auch als Übersetzer, Taekwondo-Trainer und Software-Entwickler.
Ende der 1990er Jahre gründete Winkler den Medienservice Winkler als Medien- und Autorenservice. Für Erlebnis Lesen unter der Schirmherrschaft von Paul Maar entwickelte er verschiedene Buch- und Webprojekte, für Wolfgang Hohlbein übernahm er 2004 das Gesamtmanagement. Darüber hinaus ist Winkler als Autor erfolgreich. Er schrieb die Jugendbuch-Reihe Netsurfer und verschiedene Skripts für Hörspiele und fürs Fernsehen sowie den Roman Die Stunde des Roten Drachen.
Es folgten die Reihe Herr der Spiele und das Projekt Stoppt Gewalt, für das er mit dem Ex-Boxer Henry Maske zusammenarbeitete und in dem es darum geht, sich mit Witz und Verstand statt mit Gewalt gegen seine Gegner durchzusetzen.
Dieter Winkler ist außerdem die den meisten nicht bekannte andere Hälfte des Autorenteams hinter der erfolgreichen Fantasy-Saga Enwor, die bis zum elften Band ausschließlich den publikumswirksameren Namen Wolfgang Hohlbein auf dem Cover trug. Die beiden Autoren kennen sich seit langem und sind gut befreundet. Enwor entwickelten sie gemeinsam, Hohlbein schrieb aber die ersten zehn Bände fast allein, da Winkler in die Redakteurstätigkeit wechselte. Die vier Bände von Wolfgang Hohlbeins Enwor – Neue Abenteuer weisen inzwischen Winkler als Autor aus.
Dieter Winkler lebt mit seiner Frau Uschi, ebenfalls Autorin, und seinen beiden Kindern im Großraum München.

## Werke

### Einzelromane
- Die Stunde des Roten Drachen (2000) ISBN 3-8000-2664-3

### Netsurfer
- Operation Delta (1999)
- Sams Geheimnis (1999)
- Fünf Minuten zu spät (1999)
- Wer ist der Verräter? (1999)
- Michelle in Gefahr (2000)
- 52 Stunden Angst (2000)
- Abenteuer in New York (2001)
- Nummer 5 hebt ab (2001)

### Underground
(mit Uschi Winkler)
- @ffenschmuggler (2000)
- @utoknacker (2002)

### Stoppt Gewalt
- Freundschaft ist stärker (2001)
- Armin unter Verdacht (2001)
- In letzter Sekunde (2002)

### Coole Kicker
- 1:0 für Coole Kicker (2001) ISBN 3570213641
- Harte Zeiten für Coole Kicker (2001) ISBN 3800028506
- Gefahr für Coole Kicker (2001) ISBN 3800028514
- Große Chance für Coole Kicker (2001) ISBN 3800028522
- Die Coolen Kicker punkten wieder (2003) ISBN 3800020785
- Heißes Spiel für Coole Kicker (2004) ISBN 3800050536
- Coole Kicker im Fußballfieber (2005) ISBN 3800051222
- Freistoß für Coole Kicker (2006) ISBN 3800052040
- Coole Kicker im Siegesrausch (2006) ISBN 3800052059

### Herr der Spiele
- Die Schicksalskarten (2003)
- Die Albtraumpfeile (2003)

### Die Saga von Garth und Torian
(mit Wolfgang Hohlbein)
- Die Stadt der schwarzen Krieger (1985) ISBN 3442238773
- Die Tochter des Magiers (1987) ISBN 3442239222
- Die Katakomben der letzten Nacht (1987) ISBN 3442239230

### Wolfgang Hohlbeins Enwor
(mit Wolfgang Hohlbein)
- Das elfte Buch (1999) ISBN 3442249570
- Das magische Reich (2004) ISBN 3492265316
- Die verschollene Stadt (2004) ISBN 3492265324
- Der flüsternde See (2005) ISBN 3492265332
- Der entfesselte Vulkan (2005) ISBN 3492265340

### Die Wolf-Gäng
(mit Wolfgang Hohlbein)
- Ein finsteres Geheimnis (2007) ISBN 9783505124099
- Draci gegen die Schweinebande (2008) ISBN 9783505124648